# Bugnara
Bugnara község (comune) Olaszország Abruzzo régiójában, L’Aquila megyében.

## Fekvése
A Sagittario folyó völgyében fekszik, a Colle Rotondo lábainál, a megye délkeleti részén. Határai: Anversa degli Abruzzi, Cocullo, Introdacqua, Prezza, Scanno és Sulmona.

## Története
Első írásos említése a 12. századból származik, amikor a San Vincenzo al Volturno-apátság birtokolta. A következő századokban nemesi birtok volt. Önállóságát a 19. század elején nyerte el, amikor a Nápolyi Királyságban felszámolták a feudalizmust.

## Népessége
A népesség számának alakulása:

## Főbb látnivalói
- Santa Maria degli Angeli-templom
- Madonna della Neve-templom
- Santissimo Rosario-templom